# R.K.M & Ken-Y
R.K.M & Ken-Y è un duo musicale portoricano reggaeton composto da José Luis Nieves Jaime (R.K.M.) nato il 6 febbraio 1981 e da Kenny Rubén Vasquez Félix (Ken-Y) nato il 7 settembre 1984, entrambi nati a Gurabo.

## Storia del gruppo
Il duo inizia la propria carriera partecipando alle feste in casa e clubs notturni locali. Sono stati scoperti da Chencho Corleone, allora facente parte del duo Plan B. Nicky Jam permette al duo di apparire sull'album Vida Escante nei brani Pasado e Me Estoy Muriendo, che ottengono un buon successo in America Latina. Il duo ottiene un contratto con un'etichetta discografica grazie al quale pubblicano il loro album di debutto Masterpiece, che nel 2007 viene nominato al Premio Lo Nuestro.
Il loro primo singolo Down raggiunge la prima posizione della Billboard Hot Latin Songs. In seguito R.K.M & Ken-Y partono in un tour che tocca tappe in tutto il mondo, e dal quale viene nasce l'album Masterpiece: World Tour (Sold Out).
Nel corso della loro carriera, R.K.M & Ken-Y sono comparsi come featuring nei brani di numerosi artisti come: Cruzito, Don Omar, Daddy Yankee, José Feliciano, Pitbull, Hector "El Father", David Bisbal, Tony Dize, Lito & Polaco, Luis Fonsi, Chino y Nacho e Zion y Lennox. Inoltre, Ken-Y ha iniziato a fare carriera da solista sempre rispettando il suo collega. Ha fatto successo come solista con la canzone Princesa dedicata ad una persona molto speciale, di lei sappiamo che abita in Italia ed è di origini salvadoregne, il suo nome è Alba ma il cognome rimane privato. Il cantante ha dichiarato che questa canzone era molto speciale per lui.

## Separazione
Il 10 aprile 2013 il produttore Raphy Pina ha annunciato la volontà di entrambi gli artisti di separarsi pur continuando le loro esibizioni e apparizioni con l'obiettivo di sviluppare dei progetti futuri come solisti.

## Discografia
- 2005 Esperando El Momento
- 2006 Masterpiece
- 2006 Masterpiece: World Tour (Sold Out)
- 2007 Masterpiece: Commemorative Edition
- 2008 The Royalty/La Realeza
- 2009 Romantico 360°: Live From Puerto Rico
- 2010 The Last Chapter
- 2011 Forever